# Parecis
Parecis este un oraș în Rondônia (RO), Brazilia.